# Station Gravelines
Station Gravelines is een spoorwegstation in de Franse gemeente Grevelingen (Gravelines), op de spoorlijn Coudekerque-Branche - Les Fontinettes. Het wordt bediend door de treinen van de TER Hauts-de-France.
Het stationsgebouw werd als historisch monument geklasseerd op 14 februari 1995.